# Terrordome
Terrordome (grupa muzyczna) – krakowski zespół muzyczny powstały w 2005 roku, grający szybki i brutalny crossover thrash metal utrzymany w stylistyce lat 80. XX wieku. Główne inspiracje zespołu to Razor, Nuclear Assault, Slayer, Cryptic Slaughter, S.O.D., Vio-lence, Evildead. Muzykę Terrordome cechują bardzo szybkie, energiczne tempa i solówki oraz agresywny wokal. Nazwa zespołu została zaczerpnięta z utworu „Welcome to the Terrordome” amerykańskiej grupy hiphopowej Public Enemy (często stosowany jest skrót TRDM).

## Historia
Terrordome został założony na początku 2005 r. przez Murgrabiego Mekonga i Uappę Terrora. W następnym roku do składu dołączyli Picho oraz Mosh. W lutym 2007 r. Terrordome wydał własnym sumptem nagrany w Psychosound Studio w Krakowie minialbum Shit Fuck Kill. W 2008 r. z kapeli odszedł Picho, którego zastąpił Tom the Srom. W listopadzie 2008 r. w Śledziona Studio w Krakowie zostały nagrane utwory, które ukazały się w formie splitu z Lostbone, zatytułowanego „Split It Out”, po wydaniu którego z zespołu odszedł gitarzysta Mosh, zastąpiony przez Rudobroddego. Pod koniec 2010 r. zespół wprowadził na rynek limitowany do 100 egzemplarzy singiel, zawierający m.in. cover zespołu S.O.D. „Speak English Or Die!”, zaś w kolejnym roku swój pierwszy pełny album „We’ll Show You Mosh, Bitch!”, który ukazał się pod szyldem krakowskiej wytwórni Defense Records. W trakcie jego nagrywania zespół opuścił Rudobroddy, a jego miejsce zajął Paua Siffredi. W 2012 r. za pośrednictwem krakowskiej wytwórni Thrashing Madness Productions zespół wydał wraz z chilijskim thrashmetalowym Dekapited kolejny split pt. „Bestial Castigation”. Do pochodzącego z tego wydawnictwa utworu „Brutal Punishment” został przy współpracy z Mediafinger nakręcony teledysk. W lutym 2014 r. ukazała się kompilacja zatytułowana We’ll Show You Bosch, Mitch!, zawierająca wszelkie dotychczasowe pomniejsze wydawnictwa Terrordome oraz kilka dodatkowych utworów. Po jej wydaniu zespół opuścił basista Tom the Srom, zastąpiony wkrótce przez De Kapitzatora. Na początku 2015 r. w olkuskim ZED Studio Terrordome zarejestrował materiał, który w czerwcu został wydany ponownie przez Defense Records jako drugi pełny album Machete Justice (w marcu 2016 r. ukazał się on także na winylu za pośrednictwem Deformeathing Production). Do pochodzącego z tej płyty utworu „Back to the '80s” został nakręcony teledysk (również przy współpracy z Mediafinger). Reszta nagranego wówczas materiału ukazała się w styczniu 2016 r. w formie splitu „Intoxicunts”, współdzielonego z brazylijskim Chaos Synopsis. Współpraca ta zaowocowała 3-tygodniową trasą w Brazylii. Niedługo potem Terrordome wystąpił na międzynarodowym festiwalu True Thrash Fest w Japonii, zaś w październiku udał się na kilka koncertów do Chin. W związku z tą ostatnią minitrasą ukazało się też za pośrednictwem Pest Productions chińskie wydanie albumu Machete Justice. W międzyczasie zespół zagrał też na kilku festiwalach w różnych krajach Europy, m.in. Obscene Extreme. W roku 2017 Terrordome wypuścił teledysk do utworu „Welcome to the Bangbus”. Rok 2018 to występ na legendarnej Metalmanii oraz trasa „Boiling Aggression European Tour”. W 2018 roku zespół opuścił Murgrabia Mekong oraz De Kapitzator. Na początku roku 2019, miejsce perkusisty w Terrordome objął Venator, natomiast basisty – Simon.
Terrordome stale współpracuje z krakowskim grafikiem Marcinem Białkowskim, który odpowiedzialny jest za stworzenie grafik ze środka bookletu We’ll Show You Mosh, Bitch! oraz okładki do Bestial Castigation i We’ll Show You Bosch, Mitch!. Okładki pozostałych wydawnictw Terrordome stworzyli: Uappa Terror („Shit Fuck Kill”), Kacper „Sober” Rachtan („Split It Out”), Marek Kępiński („Single 2010”), Łukasz Jaszak („Intoxicunts”), znany ze współpracy m.in. z: Azarath, Behemoth, Decapitated, Emperor, Lux Occulta czy też raperem Słoniem, oraz Remy Cuveillier z Headsplit Design („We’ll Show You Mosh, Bitch!”), tworzący m.in. dla takich zespołów jak: Whitechapel, Arch Enemy, Cryptopsy, Six Feet Under.
Murgrabia Mekong oraz Uappa Terror wydali również za pośrednictwem Defense Records serię kompilacji (jak dotąd ukazały się dwie części: w 2012 i 2013 r.) pt. „Thrashing Damnation Thru Compilation”, na których znajdują się dokonania czołowych polskich grup z nowej fali thrash metalu (vol. 1: Fortress, Intoxicated, Metaliator, Soul Collector, Świniopas, Terrordome, War-Saw, Psychopath, Thermit, Traktor; vol. 2: Driller, The No-Mads, Striking Beast, Komutator, Rusted Brain, R.O.D., Tester Gier, Repulsor, Raging Death, Menthrass, Rotengeist). Za oprawę graficzną kompilacji odpowiada także Marcin Białkowski.

## Muzycy
Obecny skład zespołu:
- Uappa Terror – wokal, gitara (od 2005)
- J.Sparrow – gitara (od 2023)
- Virious Max – bas (od 2021)
- Rob Sixkiller – perkusja (od 2021)

Byli członkowie zespołu:
- Paua Siffredi – gitara (2010-2023)
- Simon – bas (2019-2021)
- Venator – perkusja (2019-2021)
- De Kapitzator – bas (2014-2018)
- Murgrabia Mekong – perkusja (2005-2018)
- Tom the Srom – bas (2008-2014)

- Jakub „Mosh” Niemiec – gitara (2006-2009)
- Paweł „Picho” Miśkowicz – bas (2006-2008)
- Adam „Rudobroddy” Długosz – gitara (2009-2010)

Muzycy koncertowi:
- Michał „Wercyngetorix” Baniowski – perkusja (2009-2010)
- Filip „Dziad” Tokarski – perkusja (2013)
- Piotr „Stafar” Stafarczyk – bas (2014)
- Michał „Kotwa” Kotwicki – bas (2014)
- Szymon Ziółkowski – bas (2014)
- Hubert Więcek – gitara (2015, 2016)

## Dyskografia
Albumy studyjne:
- (2015) Machete Justice
- (2011) We’ll Show You Mosh, Bitch!
- (2021) Straight Outta Smogtown

Splity, single, minialbumy:
- Intoxicunts [split z Chaos Synopsis] (2016)
- We’ll Show You Bosch, Mitch! [kompilacja wcześniejszych wydawnictw] (2014)

- Bestial Castigation [split z Decapitated] (2012)
- Single 2010 [singiel] (2010)
- Split It Out [split z Lostbone] (2008)
- Shit Fuck Kill [minialbum] (2007)

## Wideografia

### Teledyski
- 2017: Welcome to the Bangbus (reż. Marcin Halerz, Murgrabia Mekong, Uappa Terror, scenariusz: Murgrabia Mekong, Uappa Terror)
- 2015: Back to the '80s (reż. Rafał Pogoda, scenariusz: Uappa Terror)[6]
- 2014: Brutal Punishment (reż. Paua Siffredi)[7]
- 2013: Brutal Punishment (reż. Rafał Pogoda, Jakub Palacz, scenariusz: Uappa Terror)[8][9]
- 2012: Cross Over Cracow (reż. Paua Siffredi)[10]

### Raporty z tras
- 2016: Terrordome - Japanese Justice Tour Report (reż. Paua Siffredi); w wersji krótkiej[11] oraz długiej[12]
- 2015: Terrordome – Machete Justice Tour Report (reż. Paua Siffredi)[13]
- 2013: Terrordome – Beerbong Thrash Visitation '13 Tour Report (reż. Paua Siffredi)[14]
- 2013: Uganga & Terrordome – Cross Over Chaos 2013. European Tour Official Video (reż. Paua Siffredi)[15]
- 2013: Terrordome – Czech Republic Tour (reż. Paua Siffredi)[16]
- 2011: Terrordome – We’ll Show You Mosh, Bitches! Tour (reż. Paua Siffredi)[17]

## Koncerty i trasy
Zespół zagrał ponad 180 koncertów w kraju i za granicą (w Europie, Ameryce Południowej, Azji) i dzielił scenę m.in. z Anthrax, Destruction, Sodom, Suicidal Tendencies, Suicidal Angels, D.R.I., Whiplash, Hobbs’ Angel of Death, Frank Blackfire, Ratos de Porão, Fastkill, Accu$er, Caliban, SSS, Blunt Force Trauma, Majster Kat, Explosicum, Uganga, Abigail, Chaos Synopsis, Imminent Attack, Warsickness, Wormrot, Ramming Speed, Andralls, Vingador, Hellish War, Malignant Tumour, Tortharry, Frontside, Dekapitated, Bloodthirst, The No-Mads, Illusion, The Sixpounder, Luna ad Noctum, Nuclear Vomit, Vader.

### Trasy
- „Brazilian Justice” (styczeń-luty 2016): z koncertami w Brazylii
- „Machete Justice” (czerwiec-lipiec 2015): z koncertami w różnych częściach Polski
- „Cross Over Chaos” (lipiec 2013): z koncertami w Polsce, Słowacji, Węgrzech, Austrii, Słowenii, Włoszech, Francji i Szwajcarii (wspólnie z czołowym zespołem brazylijskiej sceny thrash-hardcore Uganga)
- „Beerbong Thrash Visitation” (październik 2013): z koncertami w Polsce, na Litwie i Estonii

### Minitrasy
- „Chinese Justice” (październik 2016): z koncertami w Chinach
- "True Thrash Fest" (luty 2016): z koncertami w Japonii
- „We’ll Show You Mosh, Bitches!” (wrzesień 2011): z koncertami w Polsce, na Węgrzech, Słowacji i Litwie
- „Hungarian Tour” (listopad 2010): z koncertami na Węgrzech

## Wydarzenia i wyróżnienia
- Wyróżnienie i publikacja (ponad 180 000 wyświetleń) teledysku „Brutal Punishment” na głównej stronie największej wyszukiwarki torrentów The Pirate Bay (za pośrednictwem The Promo Bay).[potrzebny przypis][kiedy?][czy to ważne?]